# Duel (téléfilm et film)
Pour les articles homonymes, voir Duel (homonymie).
Pour plus de détails, voir Fiche technique et Distribution.
Duel est un téléfilm puis film américain réalisé par Steven Spielberg, diffusé en 1971, puis sorti au cinéma en 1972. Il s'agit de l'adaptation de la nouvelle homonyme de Richard Matheson, qui signe également le scénario, et du deuxième long métrage de Spielberg, alors âgé de 25 ans.
Ce film est diffusé pour la première fois sur la chaîne de télévision ABC dans un format téléfilm, puis adapté pour le cinéma dans une version allongée de seize minutes.
Il met en scène un représentant en informatique, interprété par Dennis Weaver, dont la vie est menacée par un poids lourd : tout le film consiste en une longue course-poursuite sur les routes du désert de Californie.

## Synopsis
David Mann, un représentant de commerce, doit se rendre en voiture à un rendez-vous d'affaires en traversant le désert de Californie sur la côte Ouest des États-Unis. Mais le voyage ne se déroule pas comme prévu. Mann se retrouve bientôt gêné par un vieux camion-citerne avec semi-remorque à l'aspect sale et délabré qui semble rouler au ralenti et en surrégime, son pot d'échappement crachant une épaisse fumée. Presque aussitôt après avoir été dépassé, le camion rattrape Mann et le double à vive allure avant de se rabattre brusquement en lui faisant une queue de poisson. Pour Mann, c'est le début de ce qu'il croit d'abord n'être qu'un jeu avec le mystérieux camionneur. Il réalise vite qu'en fait de jeu, il s'agit de celui du chat et de la souris, que le camion a délibérément entrepris de mener jusqu'à une issue risquant d'être fatale pour le représentant de commerce.

## Fiche technique
Sauf indication contraire, les informations mentionnées dans cette section peuvent être confirmées par la base de données cinématographiques IMDb,  présente dans la section « Liens externes ».
- Titre original : Duel
- Réalisation : Steven Spielberg, assisté de James Fargo
- Scénario : Richard Matheson, d'après sa nouvelle
- Musique : Billy Goldenberg
- Direction artistique : Robert S. Smith
- Photographie : Jack A. Marta
- Montage : Frank Morriss
- Production : George Eckstein
- Société de production : Universal Television
- Société de distribution : Universal Pictures, K Films, Cinema International Corporation
- Pays de production :  États-Unis
- Format : couleurs Technicolor - 1,33:1 (télévision) - 1,85:1 (cinéma) - mono - 35 mm
- Genres : thriller, action, road movie
- Durée : 74 minutes (en version télévisée) / 89 minutes (en version cinéma)
- Date de première diffusion :
  - États-Unis : 13 novembre 1971
- Dates de sortie en salle :
  - Royaume-Uni : 20 octobre 1972
  - France : 21 mars 1973
  - États-Unis : 22 avril 1983
- Classification :
  - Tous public (DVD)
  - Déconseillé aux moins de 10 ans lors de sa diffusion à la télévision, déconseillé aux moins de 12 ans lors de sa diffusion sur OCS.
- Affiche : Michel Landi (France)

## Distribution
Légende : Doublage de 1973 / Redoublage de 2003 / Doublage de la version TV de 74 minutes
- Dennis Weaver (VF : Jean-Claude Michel / Hervé Bellon / Erik Colin) : David Mann
- Jacqueline Scott (VF : Lily Baron / Josiane Pinson) : Mme Mann (version cinéma uniquement)
- Eddie Firestone (en) (VF : Alfred Pasquali / Patrice Dozier / Michel Muller) : le patron du café
- Lou Frizzell (VF : Albert de Médina / Emmanuel Jacomy) : le chauffeur du bus scolaire (version cinéma uniquement)
- Gene Dynarski (VF : Claude Bertrand / Marc Alfos / Claude Rollet) : l'homme au café
- Lucille Benson (VF : Marie Francey) : la femme du Snakerama
- Tim Herbert (en) (VF : Jacques Marin / Jean-Luc Kayser) : le pompiste de la première station-service
- Charles Seel (en) : un vieil homme
- Shirley O'Hara (en) (VF : Paule Emanuele / ? / Régine Blaess) : la serveuse du café
- Alexander Lockwood (en) (VF : Georges Aubert / Jean-François Laley) : le vieil homme de la voiture
- Amy Douglass (en) (VF : Arlette Thomas) : la vieille femme de la voiture
- Randy Baker (VF : Roland Ménard) : voix-off du présentateur a la radio (version cinéma uniquement)
- Andrew T. Wayne (VF : Jacques Thébault) : voix-off du candidat a la radio (version cinéma uniquement)
- Carey Loftin : le mystérieux conducteur du camion
- Dale Van Sickle (en) : le conducteur de la voiture de David Mann

## Production

### Genèse
Le film est inspiré d'une nouvelle de Richard Matheson, Duel, parue en 1971 et inspirée d'une mésaventure arrivée à l'auteur : le 22 novembre 1963, soit le jour de la mort de Kennedy, Richard Matheson circulait avec un ami sur une route déserte de Californie. Soudain, la radio annonce l'assassinat du président américain à Dallas (Texas). Submergé par l'émotion, Matheson fait une embardée. À ce stade, il n'a pas encore vu l'énorme semi-remorque lancé à vive allure derrière lui. Sans aucun mobile, le routier, dont Matheson ne distingue pas le visage, va essayer de l'écraser, avant de disparaître dans l'immensité désertique… Quand Spielberg découvre cette nouvelle, il s'exclame : « Mais c'est génial !! On dirait du Hitchcock ! »[réf. à confirmer].
Duel est diffusé par la chaîne américaine ABC sous la bannière : ABC Movie of the Week (en). Un programme hebdomadaire avec des téléfilms produit pour un budget moyen de 400 000-450 000 dollars par des réalisateurs talentueux.
C'est donc un film destiné en premier lieu à la télévision, ce qui explique son format d'origine en 4/3, mais qui, grâce à ce premier succès, fut rapidement diffusé dans les salles de cinéma aux États-Unis et dans les pays européens.

### Attribution des rôles
Steven Spielberg avait remarqué le jeu de Dennis Weaver dans La Soif du mal d'Orson Welles, où il jouait le gardien du motel. C'est ce qui a donné à Spielberg l'envie de lui confier le rôle de David Mann.
Carey Loftin, qui joue le rôle du conducteur du camion (que l'on n'aperçoit jamais), était à l'époque un cascadeur bien connu à Hollywood, renommé pour être un excellent conducteur.
(source : DVD VF/VOT Beez)

### Tournage
Le film devait être tourné en dix jours mais vu la qualité de production de Steven Spielberg le tournage a été rallongé de trois jours, et avec un budget de 375 000 de dollars[réf. non conforme]. Pour les scènes filmées embarquées, les caméras étaient fixées sur une voiture empruntée au film Bullitt, sorti trois ans auparavant.
Le tournage, commencé le 13 septembre 1971, a duré treize jours. Il a eu lieu au nord-est de Los Angeles dans une région située entre Santa Clarita et Palmdale. Les routes aperçues dans le film sont l'autoroute 5, la route 14, l'autoroute Sierra, la route des gorges indiennes et la route des gorges de Soledad. Le garage d'où David Mann téléphone à sa femme est situé à Acton, Californie. L'accident de la voiture avant la scène finale a été tourné au col de Vasquez Canyon Road. Le Chuck's Cafe existe toujours. Le bâtiment est devenu un restaurant français nommé Le Chêne et est situé à quelques kilomètres d'Acton.

## Version cinéma
Après avoir remporté le Grand prix International au Festival d'Avoriaz, le téléfilm a bénéficié d'un droit de sortie en salles. La durée étant trop courte pour un format cinéma, Spielberg a rassemblé à nouveau son équipe pour tourner des passages supplémentaires afin d'atteindre une durée d'environ 90 minutes. Dans ces suppléments :
- le film démarre avec la voiture de David Mann sortant de son garage, traversant la ville, roulant sur l'autoroute pour arriver sur une route de désert, là où débutait initialement la version télévisée ;
- à la première station service, David Mann descend de sa voiture et téléphone à sa femme pour s'excuser à la suite d'une dispute familiale ;
- après avoir redémarré depuis le Chuck's Cafe, David Mann tombe sur un bus scolaire en panne. Le chauffeur lui demande de le pousser afin qu'il puisse repartir. Mann fait une tentative mais coince son pare-chocs sous celui du bus. À ce moment, le camion fait son apparition et, en le voyant, Mann prend peur, débloque sa voiture et s'enfuit. Le camion, quant à lui, donne un bon coup de pouce au bus, lui permettant ainsi de reprendre la route ;
- peu après l'épisode du bus, David Mann s'arrête à un passage à niveau pour laisser passer un train. Le camion surgit derrière lui et le pousse progressivement vers les rails. Une fois le train passé, Mann démarre sur les chapeaux de roues et se gare sur le côté pour échapper une nouvelle fois au camion.

### Version française
Il existe trois versions de doublage français de Duel. La société Universal a décidé de refaire les doublages au début des années 2000 pour certains de ses anciens films.
- La première version française (1973) n'est plus diffusée mais fut utilisée pour les VHS.
- La seconde version (2004), réalisée trente ans après la première avec de nouveaux interprètes, reprend plus ou moins le premier dialogue sans toutefois y être totalement fidèle. Il manque surtout le cri à la fin du film, censé être celui du camion qui plonge dans le ravin, un effet sonore que Steven Spielberg avait inséré dans le film d'origine et dans les doublages pour renforcer le caractère monstrueux de la machine. Le réalisateur regretta cette absence[4]. C'est cette seconde version que l'on retrouve sur les DVD et blu-ray. Le redoublage, marqué notamment par l'anglicisation de la langue française, comporte par ailleurs une petite erreur : au restaurant, David Mann affirme commander un cheeseburger alors qu'en fait, il s'agit d'un simple sandwich au gruyère avec du pain de seigle (le premier doublage y étant pourtant resté fidèle).
- La troisième version accompagne la version initiale du téléfilm.

## Accueil
Diffusé à l'origine à la télévision aux États-Unis, Duel a rencontré un succès d'audience mais également critique, ce qui a permis à Universal de le sortir à l'étranger, surtout en Europe, où il fut distribué en salles dans certains pays comme la France, la Suède et la Finlande, dans une version allongée de seize minutes .
En France, Duel a rencontré un succès public assez honorable au box-office, avec plus de 837 000 entrées sur le territoire français, dont 284 400 entrées à Paris.

## Analyse
Le titre annonce dès le début l'analogie avec le genre du western, et plus particulièrement du western spaghetti : le combat se déroule dans de grands espaces qui évoquent les étendues désertiques du Bon, la Brute et le Truand (Sergio Leone, 1966), mais l'intérêt pour Spielberg était d'avoir un endroit où le décor faisait ressortir le rouge (la proie) de la Plymouth Valiant et le camion comme le chasseur.
Le caractère angoissant du film vient en grande partie du fait que l'on ne voit jamais le visage du chauffeur du camion et de l'absence de motivations personnelles à jeter son dévolu sur cet innocent automobiliste. À certains moments, le conducteur du poids-lourd est aperçu, mais seulement ses jambes avec ses santiags à la station-service ou encore son avant-bras indiquant à Mann de le doubler ou actionnant le frein de secours de la remorque dans la scène finale. Ainsi l'art de la mise en scène de Spielberg se révèle dans une véritable personnification du camion lui-même dont chaque détail révélé (modèle ancien, peinture terne, aspect sale et graisseux, pollution induite par l'échappement, « visage » figuré par la face avant) inspire tour à tour interrogation, dégoût, crainte, peur panique puis réelle terreur. Les questionnements de l'anti-héros quant aux motivations du routier et aux réponses à y apporter font ainsi progressivement place à l'instinct de survie le plus primaire face à la menace représentée par cette masse surmotorisée muée en véritable prédateur.
L'angoisse est en effet savamment distillée par le crescendo du caractère irrationnel de la confrontation. David Mann incarne l'individu lambda policé et cherchant avant tout à éviter les ennuis, auquel tout-un-chacun peut s'identifier (l'accent sur son caractère soumis et effacé est mis dès le début du film). Passé le mouvement d'humeur agacée de la réaction première vont se succéder tour à tour l'incrédulité puis l'acceptation amusée du défi sur le mode ludique. Avec la prise de conscience du déséquilibre tant des puissances mécaniques en présence que des profils psychologiques respectifs des protagonistes, l'affrontement prenant rapidement un tour des plus funestes, l'idée d'un dialogue sur le mode cordial afin d'y mettre un terme sans plus de délai se fait jour, quitte à en assumer l'humiliation devant les témoins du Chuck's Café. L'humiliation sera bien au rendez-vous (ainsi qu'une bonne ration de coups de poing), mais pas son tourmenteur, dont l'acharnement n'aura d'égal que son refus absolu de toute humanisation et par là-même de toute intelligibilité du conflit, imposant avec une opiniâtreté indéfectible la reprise du volant de sa voiture à sa victime à chaque tentative de celle-ci pour l'approcher ou chercher un quelconque secours auprès de tiers. David Mann finit donc par se résoudre à ne plus inférer le degré d'hostilité et la dangerosité de son adversaire que de sa manière de conduire sa machine infernale et à tenter de se soustraire à ses coupables agissements, que par de purs réflexes de lutte pour sa survie, le cerveau reptilien demeurant seul sollicité jusqu'à l'ultime acte de ce qui s'avère bel et bien désormais comme un duel à mort.

En filigrane de la lâcheté sociale de David Mann, en butte à une épouse pour le moins castratrice, à une mère que l'on devine possessive et à un travail routinier mais stressant, on peut voir son impuissance face au routier machiavélique et à son engin de mort comme une résonance de son incapacité à faire face aux oppressantes contraintes de sa vie quotidienne qui, comme le camion, le poursuivent, le rattrapent et le mettent sans cesse en échec.
Si d'autres films mettent en vedette un véhicule menaçant, comme Enfer mécanique ou Christine, Duel est la seule œuvre où, malgré l'indéniable personnification du camion, percole toujours la folie meurtrière de son insaisissable conducteur qui donne à la peur de celui qui se retrouve sous son emprise un caractère de malaise indicible, celui-ci se trouvant à son tour happé dans un inexorable mécanisme de paranoïa le poussant aux frontières du rationnel et culminant dans un climax apocalyptique. En ce sens, la scène finale où, la menace enfin annihilée, David Mann scrute d'abord l'épave du camion (peut-être dans l'espoir d'en voir enfin émerger son conducteur et qui sait, lui porter secours dans un sursaut de magnanimité, ou bien l'achever ?) avant de laisser retomber la pression nerveuse dans un geste dérisoire en jetant des cailloux assis au bord du ravin, laisse planer le doute : si notre homme ne saurait sortir indemne de l'aventure, redeviendra-t-il l'homme soumis et effacé, policé et rationnel qu'il était ou est-il devenu lui aussi un fou furieux de l'acabit de celui dont le sang goutte à présent sur le cerceau de bakélite blanche du volant qui fut son arme ?

## Autour du film
- La station-service « Snakerama » vue dans le film a été utilisée comme un hommage à Duel par Spielberg dans son film comique, 1941 (1979), avec Lucille Benson apparaissant de nouveau comme la propriétaire.
- Amy Douglass et Alexander Lockwood feront également une apparition dans Rencontres du troisième type.
- Tout à la fin de la poursuite, David Mann aperçoit une voiture qu'il espère être une voiture de police et qui s'avère être en fait le véhicule publicitaire d'un exterminateur de vermine. Celui-ci porte la marque « Grebleips Pest Control », Grebleips étant l'anacyclique de Spielberg.
- Si la première station-service où David Mann et son mystérieux tourmenteur marquent l'arrêt a depuis fait place à une agence bancaire, le restaurant Chuck's Café avec son architecture caractéristique évoquant le Palais idéal du facteur Cheval existe quant à lui toujours bel et bien à l'enseigne du Chêne, dont le menu, comme son nom l'indique, fait honneur à la cuisine française, au 12625 Sierra Highway, Agua Dulce (Californie)[11].
- Des rushes du téléfilm ont été utilisés dans l'épisode Le Camion fou de la première saison de L'Incroyable Hulk. Steven Spielberg, qui n'avait pas été informé de cela, exigera ensuite dans ses contrats que des rushes de ses films ne soient pas réutilisés[12].
- Dans le film Terreur aveugle de Richard Fleischer, sorti deux mois plus tôt, on observe un tueur mystérieux dont le visage n'apparaît à l'écran qu'à la fin du film. Cet homme, à la poursuite  de Sarah, porte des santiags comme le camionneur dans Duel[13].

## Véhicules utilisés

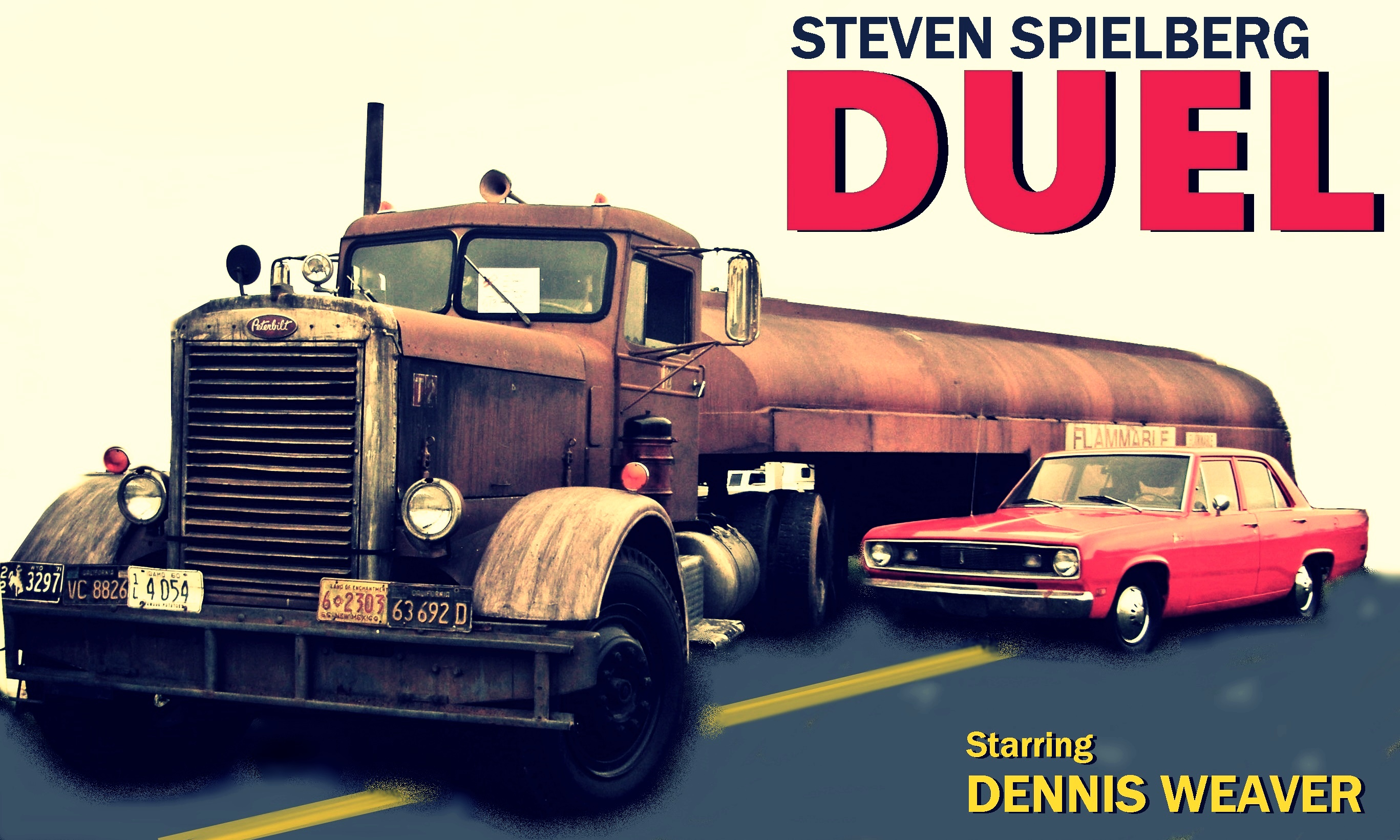

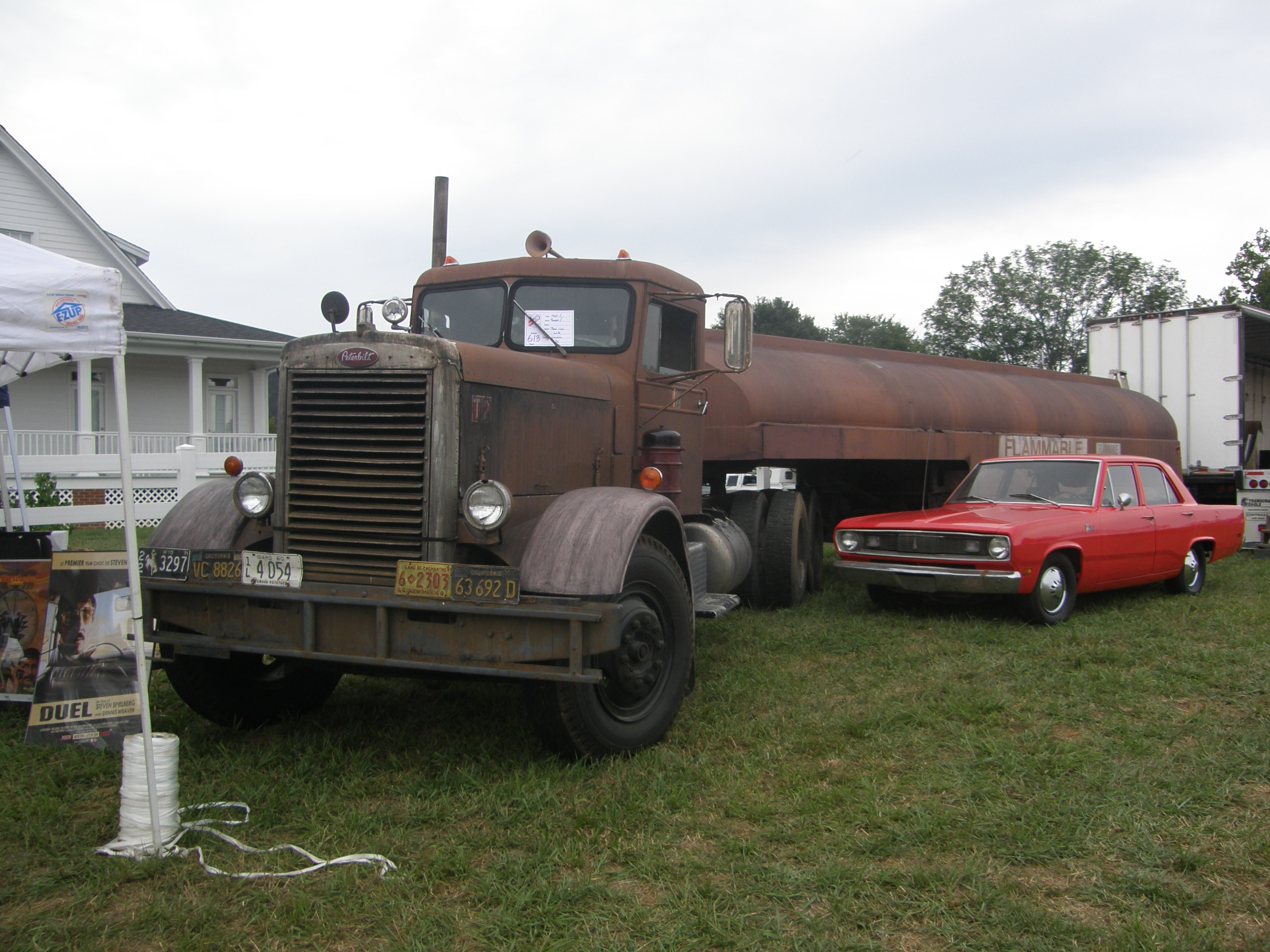
Le Peterbilt 281 et la Plymouth Valiant.

Lorsque Steven Spielberg dut décider de quel modèle de camion il voulait disposer pour le film, il choisit un vieux camion-citerne Peterbilt 281 de 1956 faisant partie d’un lot de véhicules des studios Universal. Le Peterbilt 281 était propulsé par un moteur Caterpillar qui donna des signes de fatigue durant le tournage. Un autre camion, un Peterbilt 281 de 1960 animé par un moteur Cummins, fut donc « préparé » en hâte pour lui servir de doublure.
Lorsque le téléfilm dut être adapté pour le cinéma, Spielberg dut tourner des scènes supplémentaires avec un autre camion en 1973. Il choisit alors un Peterbilt 351 de 1964. Pour la marque Peterbilt, le « 2 » de 281 signifie « deux essieux », et le « 3 » de 351 signifie « trois essieux » : en réalité, un essieu supplémentaire a été ajouté aux deux premiers Peterbilt 281 pour les faire ressembler à des modèles 351, plus impressionnants.
Si l'on tient compte du téléfilm et des ajouts pour le film, Duel a exigé au total trois camions différents :
- Un Peterbilt 281 de 1956, utilisé comme véhicule principal durant le téléfilm et qui s'écrase au bas de la falaise dans la séquence finale. Il était propulsé par un moteur Caterpillar 1674 270 ch I-6. La transmission était une boîte Fuller RT-9510 à dix rapports. Sacrifié pour la scène finale du film et récupéré le jour suivant, il fut revendu pour ses pièces détachées à la société de transport de carburant qui en était l'ancien propriétaire.
- Un Peterbilt 281 de 1960, utilisé comme « doublure » du Peterbilt d’origine lorsque celui-ci montrait des signes de fatigue.
- Un Peterbilt 351 de 1964, modèle conservé dans son état d'origine avec ses trois essieux, utilisé pour les séquences ajoutées pour la version destinée à la sortie en salles.

Le second Peterbilt 281 fut acheté en 1960 par la Oil Transport Company et fut utilisé pendant une dizaine d’années avant d'être racheté par Universal pour le film. Motorisé à l'origine par un Cummins 262, le camion dut changer de moteur dans les années 1990 pour participer au tournage d'un clip et reçut alors un NTC 350 Small Cam Cummins neuf. Il fut racheté par un fan, Neil Losasso, qui, effrayé par ce camion lorsqu’il avait vu le film dans son enfance, apprit que la « doublure » du téléfilm (le second Peterbilt 281, de 1960) existait encore. Il chercha donc ce camion pendant des années, jusqu'à ce qu’il le retrouve sur le terrain de George Sack, à Agua Dulce, où il se trouvait depuis presque trente ans. Le camion avait participé à une publicité pour la Chevrolet Malibu (mais avait été dépouillé de la crasse et de la couleur qu'il avait dans Duel), un clip vidéo pour She's My Machine de David Lee Roth et enfin, il fut « remaquillé » tel qu'il était dans le film pour le film Torque, la route s'enflamme en 2003. Pris d'un vrai coup de foudre, Losasso revendit alors sa moto neuve pour acheter le semi-remorque à Sack en 2004. Il le conserva précieusement dans l'allée de sa maison pendant quelque temps. Durant cette époque, les voisins n'étaient guère rassurés, l'un d'eux avait même l’impression que le camion « […] le suivait du regard et qu’un jour il finirait par dévaler l’allée pour venir l'écraser ». Pour le film, le camion fut peint couleur rouille et badigeonné de saleté et d'huile, il n'était guère possible de lui conserver son apparence dans le temps. Neil Losasso dut trouver un autre moyen pour que le camion garde son aspect. Il travailla en relation avec le cinéma et un de ses amis, spécialisé dans les décors, lui repeignit donc le camion de façon à imiter l’aspect rouillé et sale qu'il avait dans le film. Le Peterbilt est tel qu'il était lorsqu'il était neuf, hormis les rails soudés au pare-chocs et les plaques d’immatriculation fixées sur celui-ci. Un essieu a été rajouté afin qu'il ressemble à un modèle 351. La remorque citerne de 32 pieds fut achetée également à la Oil Transport Company. Finalement, Neil Losasso a revendu son camion à Dan Bruno de Saint-Louis (Missouri), en 2005. Il a été revendu de nouveau en novembre 2009 à Brad Wike et se trouve maintenant à Taylorsville (Caroline du Nord).
Le Peterbilt 351 de 1964 rejoignit le parc de véhicules de George Sack après le tournage. Il fut utilisé dans un autre film en 1975 pour une scène faisant référence à Duel et où il tombe de la même falaise. Le véhicule fut mis à la casse.
La voiture, quant à elle, est une Plymouth Valiant de 1971 dont la mécanique se montre défaillante au cours de l'action.

## Distinctions

### Récompenses
- Emmy Awards 1972 : meilleur montage sonore
- Festival international du film fantastique d'Avoriaz 1973 : Grand Prix[16]

### Nominations
- Golden Globes 1972 : meilleur téléfilm[16]
- Emmy Awards 1972 : meilleure photographie pour un programme long à la télévision
- Saturn Awards 2005 : meilleure édition spéciale DVD d'un classique